# Splendido Hotel
Splendido Hotel — четвёртый студийный альбом американского джазового гитариста Эла Ди Меолы. Альбом выпущен 10 мая 1980 года лейблом Columbia в формате двойного LP, позже — CD.

## Об альбоме
Splendido Hotel, который изначально был двойным альбомом на виниле, содержит одиннадцать композиций, многие из которых демонстрируют более рефлексивную, душевную сторону игры Эла Ди Меолы. Он сохраняет латиноамериканский и средиземноморский тон на протяжении большей части альбома, однако, по мнению журнала DownBeat, акцент сделан больше на композиции, чем на импровизации. Для записи альбома гитарист снова привлёк звёздную команду аккомпанирующих музыкантов: клавишники Чик Кориа и Ян Хаммер появляются в качестве гостей в нескольких номерах, и даже легендарный Лес Пол вносит свой вклад в гитару в фанковой версии «Spanish Eyes» Берта Кемпферта.
Первый номер «Alien Chase On Arabian Desert» начинается как медленная, вялая восточная мелодия, которая развивается, чтобы проявить свой рок-ритм. Высокоскоростное и детализированное фламенко, как в «Splendido Sundance», чередуется с тонкими ритмами «Two To Tango» и лёгкими номерами с электронным подтекстом, такими как «Roller Jubilee». «I Can Tell» — вокальный номер, который исполнил сам Эл Ди Меола. В композиции Чика Кориа «Isfahan» присутствует хор мальчиков, и она одновременно и красива, и тяжеловесна.
Онлайн-издание Progcritique отмечает балладу «Silent Story In Her Eyes», которая приобрела цвета Бразилии, где гитарист сочинил ее тремя годами ранее, а также игру Яна Хаммера, автора припева Moog в песне «Al Di's Dream Theme». Великолепная латиноамериканская пьеса для акустической гитары «Bianca’s Midnight Lullaby», завершающая этот альбом, по мнению Progcritique, самая совершенная в творчестве музыканта.
По словам Эла Ди Меолы, гитарные соло для композиций получались достаточно быстро, обычно с первого раза. Например, акустическое соло в «Silent Story in Her Eyes» было просто пробным соло, чтобы посмотреть, как акустическая гитара будет звучать в этой части. «Я придерживался этого соло около двух или трех недель и продолжал и заканчивал другие мелодии. К тому времени я привык к этому соло, оно мне начало нравиться, и я оставил его», — вспоминал гитарист в интервью Ultimate Guitar.

## Релиз и критика
Splendido Hotel был выпущен 10 мая 1980 года лейблом Columbia Records и поднялся до 119-го места в чарте Billboard 200. Музыкальные критики преимущественно в позитивном ключе оценивают этот альбом Эла Ди Меолы.
Американский джазовый комментатор Скотт Яноу в своей рецензии на ресурсе Allmusic положительно отозвался об альбоме, отметив в частности, что в этом альбоме особенно видно, что Ди Меола очень разносторонний музыкант. Составитель The Rolling Stone Jazz Record Guide Джон Свенсон считает Splendido Hotel одной из лучших работ Эла Ди Меолы.
Обозреватель газеты The Washington Post считает, что это было время, когда Ди Меола был олимпийским чемпионом планеты по игре на гитаре. То, как он мог четко артикулировать ноты на захватывающей дух скорости, было замечательно, а широкое разнообразие звуков, которые он извлекал из своего оборудования, оправдывало такие названия, как «Alien Chase on Arabian Desert» и «Dinner Music of the Gods». Если его достижения часто казались скорее спортивными, чем музыкальными, они все равно были впечатляющими.
Журналист Робин Толлесон в своей рецензии для журнала DownBeat (октябрь 1980) считает, что благодаря сотрудничеству с такими людьми, как Чик Кориа, Эл Ди Меола узнал кое-что о том, что значит вдохновлять людей чистой музыкальной мощью, сложной композицией и исполнением. Однако журналист заметил: «Поскольку здесь акцент смещается с группы Ди Меолы на различных „звездных“ музыкантов, и Эл пробует себя в поп-музыке, двойной альбом оказывается чрезмерным. А собственная озабоченность Ди Меолы скоростью и техникой способствует тому, что порой он звучит скорее как студент, чем как артист».
Музыкальный критик Пьеро Скаруффи включил Splendido Hotel в свой список «100 лучших джазовых альбомов».

## Список композиций
Автором всех композиций является Эл Ди Меола, за исключением отмеченных.
| №   | Название                        | Музыка                                        | Длительность |
| --- | ------------------------------- | --------------------------------------------- | ------------ |
| 1.  | «Alien Chase On Arabian Desert» |                                               | 8:58         |
| 2.  | «Silent Story in Her Eyes»      |                                               | 7:35         |
| 3.  | «Roller Jubilee»                | Philippe Saisse                               | 4:44         |
| 4.  | «Two to Tango»                  | DiMeola, Hoffman, Manning                     | 4:13         |
| 5.  | «Al Di's Dream Theme»           |                                               | 6:50         |
| 6.  | «Dinner Music of the Gods»      |                                               | 8:33         |
| 7.  | «Splendido Sundance»            |                                               | 4:51         |
| 8.  | «I Can Tell»                    | DiMeola, Saisse                               | 4:01         |
| 9.  | «Spanish Eyes»                  | Kaempfert, Leiber, Singleton, Snyder, Spector | 5:11         |
| 10. | «Isfahan»                       | Cohan, Corea                                  | 11:35        |
| 11. | «Bianca's Midnight Lullaby»     |                                               | 1:54         |

## Участники записи
- Эл Ди Меола — гитары, мандочелло, перкуссия, клавишные, ударные, вокал
- Лес Пол — гитара на «Spanish Eyes»
- Энтони Джексон (англ. Anthony Jackson) — бас-гитара на треках 2, 3, 5, 9.
- Тим Лэндерс (англ. Tim Landers) — бас-гитара на треках 1, 5, 6.
- Чик Кориа — акустическое фортепиано на треках 2, 4, 10.
- Филипп Сэйсс (англ. Philippe Saisse) — клавишные, маримба, вокал на треках 1, 2, 3, 5, 6, 8.
- Питер Канароцци — синтезатор
- Ян Хаммер — муг-вокал на «Al Di’s Dream Theme».
- Робби Гонсалез — ударные на треках 1, 2, 5, 6.
- Стив Гэдд — ударные на треках 3, 9.
- Минго Льюис — перкуссия на треках 2, 3, 5.
- Эдди Колон — перкуссия на треках 1, 2, 5, 6.
- Дэвид Кэмпбелл — скрипка
- Кэрол Шив — альт
- Дэннис Кармзин — виолончель
- Рэймонд Кэлли — виолончель
- Американский детский хор (10)

## Позиции в чартах
| Чарт              | Год  | Позиция |
| ----------------- | ---- | ------- |
| Jazz Albums       | 1980 | 8       |
| The Billboard 200 | 1980 | 119     |